# Rhyssa alaskensis
Rhyssa alaskensis là một loài tò vò trong họ Ichneumonidae.